# سلطنة الإسحاق
السلطنة الإسحاقية (بالصومالية: Saldanadda Isaaq)‏ كانت مملكة صومالية حكمت أجزاء من القرن الأفريقي خلال القرنين الثامن عشر والتاسع عشر. امتدت أراضي عشيرة إسحاق في أرض الصومال وإثيوبيا الحديثة. كانت السلطنة يحكمها فرع آل جُوليد (بالصومالية: Reer Guuleed)‏ من عشيرة عيدغلي الإسحاقية.

## التاريخ

### الأصول
وفقًا للتقاليد الشفوية، كانت عائلة عشيرة بني إسحاق حتى منتصف القرن الثامن عشر تحكمها سلالة بني تولجعلو، وهي عشيرة تدعي نسب الأم من زوجة الشيخ إسحاق هراري. أطاح تحالف عشائر إسحاقية بآخر حاكم هو تولجعلو الجراد ظُوح بَرَّار (بالصومالية: Dhuux Baraar)‏. كان بني تولجعلو الضخم في يوم من الأيام هاربًا ولجأ إلى بني هبر أول الذين ما زالوا يقيمون معهم في الغالب.

### التأسيس
تأسست السلطنة الإسحاقية في منتصف القرن الثامن عشر على يد السلطان جوليد بن عبدي من قبيلة عيدغلي التقسيم الفرعي لعشيرة غرحجس الإسحاقية . تم تتويجه بعد معركة لافاروج المنتصرة التي قاد فيها والده الأسطوري عبدي بن عيسى الإسحاق في المعركة وهزم القبائل أبسامي، ودفعهم بشكل دائم خارج منطقة مرودي جيح الحالية. بعد أن شهدوا قيادته وشجاعته، تعرف رؤساء بني إسحاق على والده عبدي بن عيسى الذي رفض أن يتبنى لقب السلطان بدلاً من ذلك مفضلاً ابنه جوليد بن عبدي. سيتم تتويج جوليد كأول سلطان لعشيرة إسحاق. وهكذا حكم السلطان جوليد إسحق حتى وفاته في أوائل القرن التاسع عشر، حيث خلفه ابنه فارح بن جوليد.

## صراعات مبكرة مع الأوروبيين

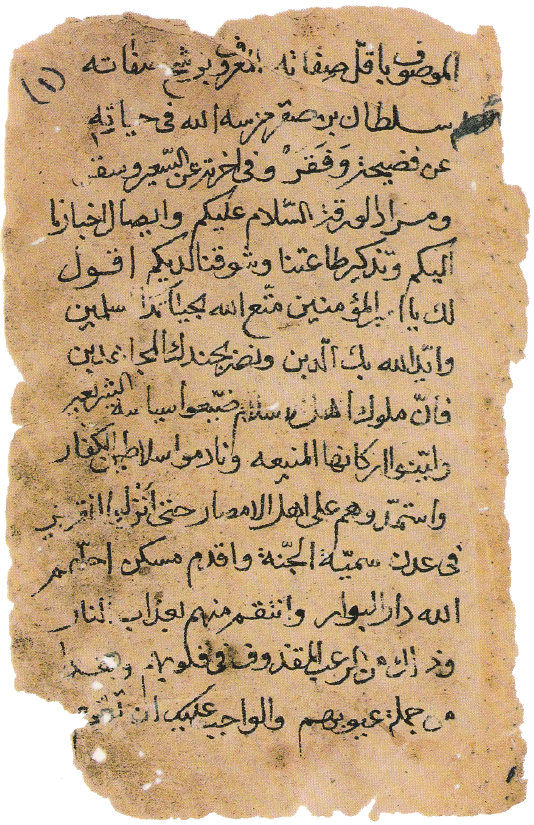
جانب من الرسالة من سلطان فارح بن جوليد إلى سلطان صقر القواسم

مع التوغل الأوروبي الجديد في خليج عدن والقرن الأفريقي، حدث اتصال بين الصوماليين والأوروبيين على الأراضي الأفريقية مرة أخرى للمرة الأولى منذ الحرب العدلية الحبشية. عندما حاولت سفينة بريطانية تُدعى «ماري آن» الرسو في ميناء بربرة عام 1825 تعرضت للهجوم وقتل العديد من أفراد طاقمها على يد العشيرة بني هبر أول الإسحاقية في عهد السلطان فارح بن جوليد. رداً على ذلك، فرضت البحرية الملكية البرطانية حصاراً وتروي بعض الروايات قصفًا للمدينة
كان القواسم نشطة للغاية عسكريًا واقتصاديًا في خليج عدن وكانوا يهاجمون سفن أقصى الغرب مثل المخا على خليج عدن. كانت لديهم العديد من العلاقات التجارية مع الإسحاق والصوماليين الآخرين، وكان يسافرون السفن من رأس الخيمة والخليج العربي لحضور المعارض التجارية بانتظام في بربرة وزيلع.

### الاندماج في أرض الصومال البريطانية
وبحلول أوائل ثمانينيات القرن التاسع عشر، تحولت سلطنة الإسحاق إلى اتحاد سيدانجيل مع بقاء عشائر عيدغلي وأرب وإسحاق عاري من عشيرة هبر يونس الإسحاقية. في 1884-1886، وقع البريطانيون معاهدات مع العشائر الساحلية الفرعية ولم يخترقوا المناطق الداخلية بأي شكل من الأشكال.

## الإرث
بين إسحاق، نجت المؤسسة والقيادة التقليدية للعشيرة من فترة أرض الصومال البريطانية حتى الأوقات الحالية. على الرغم من أن سلاطين الجوليديين لم يعودوا يحكمون مناطق شاسعة ومع وجود عشائر إسحاق الفرعية المنفصلة التي لها سلاطين خاصين بها، لا يزالون يتمتعون بوضع «أول النظراء» ويحتفظون بلقب «سلطان سلاطين بني إسحاق» أو «سلطان سلاطين أرض الصومال». استمر السلطان ديريا حسن في دوره حتى وفاته عام 1939 مع ابنه سلطان عبدالله بن ديريا المنخرط بقوة في حركة استقلال أرض الصومال البريطانية. مثل سلطان رشيد بن عبد الله الصومال في المؤتمر البرلماني العالمي عام 1967. مع انهيار الجمهورية الصومالية والحرب الأهلية اللاحقة في الثمانينيات والتسعينيات من القرن الماضي، كان السلطان محمد بن عبد القادر منخرطًا بشكل كبير في عملية السلام والمصالحة بين أرض الصومال. وبعد وفاته في عام 2021 قد خلفه إبنه داود بن محمد